# Vikersund Hoppsenter
Das Vikersund Hoppsenter ist eine Anlage mit sechs Skisprungschanzen im norwegischen Vikersund. Alle Schanzen tragen den Namen Vikersundbakken, damit verbunden ist meistens die Skiflugschanze gemeint.

## Geschichte
In Vikersund steht seit 1936 die erste und bislang einzige Skiflugschanze Skandinaviens, die mittlerweile durch mehrfache Erweiterungen weltweit die größte ihrer Art ist. Für die Norwegischen Meisterschaften 1989 wurde dann die Normalschanze K90 erbaut. Die kleineren Anlagen (K65, K45, K25 und K15) entstanden in Vorbereitungen auf die Skiflug-Weltmeisterschaft 1990. Ebenso errichtete man die K10.

## Großschanze

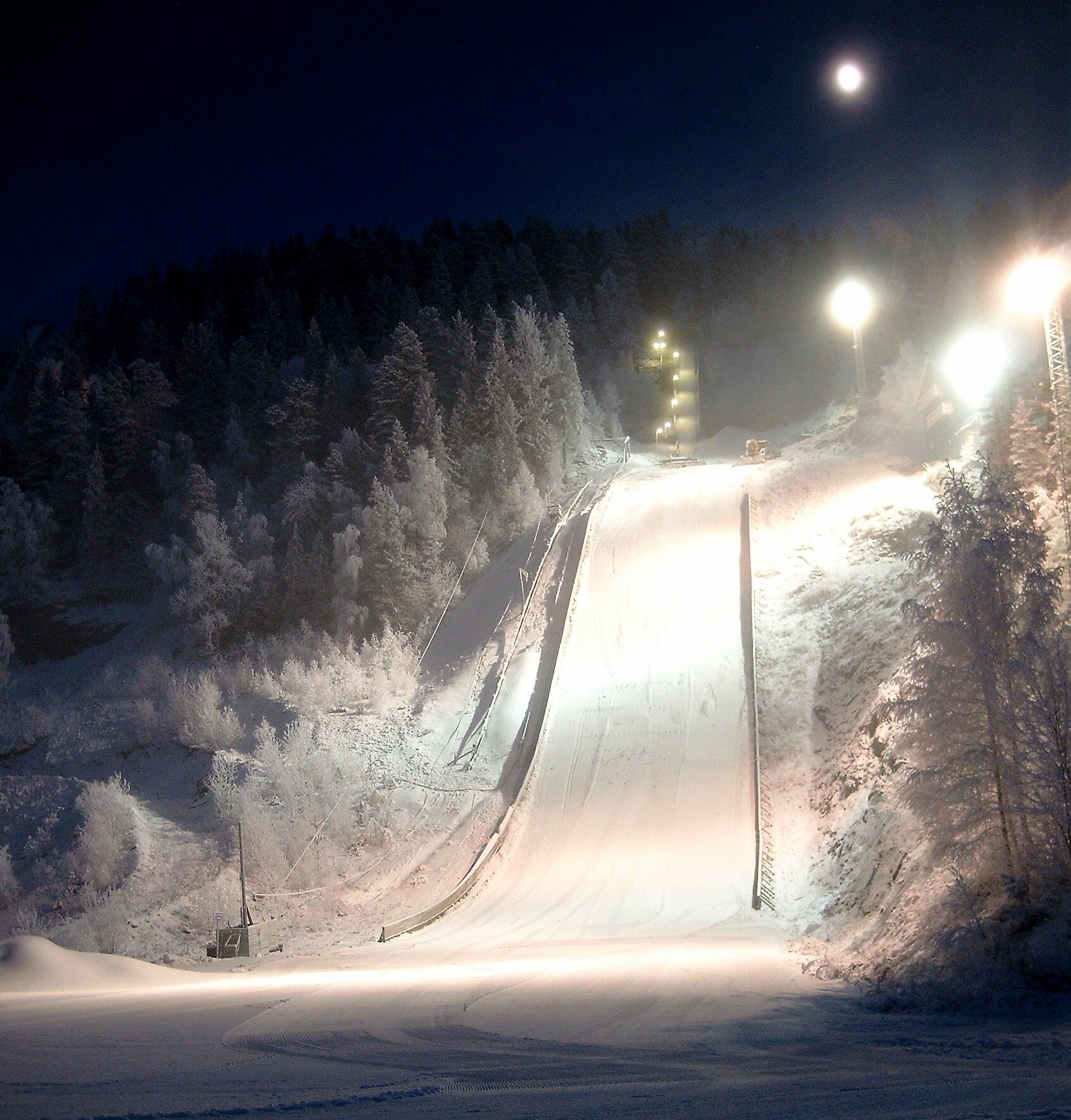
K-105 Großschanze nach dem Umbau bei Vollmond

Die Großschanze (no. Storbakke) der Kategorie K-105 wird vor allem im Skisprung-Continental-Cup eingesetzt.
Von August bis November 2008 fanden Umbauarbeiten statt, wodurch die bisherige Normalschanze (HS 100) zu der heutigen Großschanze (HS 117) erweitert wurde.

## Kleinere Sprungschanzen
Die kleineren Sprungschanzen (no. Småbakker) dienen hauptsächlich als Schüler- und Trainingsschanzen. Bis jetzt wurden dort keine in internationalen Wettbewerben ausgetragen. Im Zuge der Erweiterungen der Skiflugschanze musste die K65-Schanze abgerissen werden. Zum aktuellen Zeitpunkt sind nur die K15 und die K25-Schanze mit Matten belegt.

## Internationale Wettbewerbe
Genannt werden alle von der FIS organisierten Sprungwettbewerbe.
| Datum             | Kategorie       | Schanze | 1. Platz                         | 2. Platz                 | 3. Platz                    |
| ----------------- | --------------- | ------- | -------------------------------- | ------------------------ | --------------------------- |
| 10. März 2001     | Continental Cup | HS100   | Bernhard Metzler Yukitaka Fukita |                          | Markus Eigentler            |
| 9. März 2001      | Continental Cup | HS100   | Toni Nieminen                    | Ingemar Mayr             | Bernhard Metzler Frode Håre |
| 14. März 2002     | Continental Cup | HS100   | Maximilian Mechler               | Toni Nieminen            | Stefan Pieper               |
| 15. März 2002     | Continental Cup | HS100   | Frank Ludwig                     | Dirk Else                | Michael Neumayer            |
| 16. März 2002     | Continental Cup | HS100   | Michael Neumayer                 | Maximilian Mechler       | Toni Nieminen               |
| 5. März 2005      | Continental Cup | HS100   | Janne Happonen                   | Reinhard Schwarzenberger | Anders Bardal               |
| 5. März 2005      | Continental Cup | HS100   | Anette Sagen                     | Lindsey Van              | Ulrike Gräßler              |
| 6. März 2005      | Continental Cup | HS100   | Anette Sagen                     | Line Jahr                | Lindsey Van                 |
| 6. März 2005      | Continental Cup | HS100   | Janne Happonen                   | Anders Bardal            | Reinhard Schwarzenberger    |
| 3. Dezember 2005  | FIS-Cup         | HS100   | David Lazzaroni                  | Emmanuel Chedal          | Tommy Egeberg               |
| 4. Dezember 2005  | FIS-Cup         | HS100   | Terje Hilde                      | Andreas Vilberg          | Terje Hilde                 |
| 4. März 2006      | Continental Cup | HS100   | Thomas Lobben                    | Reinhard Schwarzenberger | Primož Roglič               |
| 5. März 2006      | Continental Cup | HS100   | Thomas Lobben                    | Mathias Hafele           | Stefan Thurnbichler         |
| 5. März 2006      | Continental Cup | HS100   | Juliane Seyfarth                 | Anette Sagen             | Line Jahr                   |
| 10. März 2007     | Continental Cup | HS100   | Peter Žonta                      | Stefan Thurnbichler      | Stefan Kaiser               |
| 11. März 2007     | Continental Cup | HS100   | Robert Mateja                    | Peter Žonta              | Lars Bystøl                 |
| 10. März 2008     | Continental Cup | HS100   | Bastian Kaltenböck               | Lars Bystøl              | Martin Cikl                 |
| 11. März 2008     | Continental Cup | HS100   | Stefan Thurnbichler              | Bastian Kaltenböck       | Vegard Sklett               |
| 13. Dezember 2008 | Continental Cup | HS117   | Stephan Hocke                    | Daniel Lackner           | Rok Urbanc                  |
| 14. Dezember 2008 | Continental Cup | HS117   | Stephan Hocke                    | Tobias Bogner            | David Unterberger           |
| 11. Dezember 2009 | Continental Cup | HS117   | Stefan Thurnbichler              | Michael Hayböck          | Lukas Müller                |
| 12. Dezember 2009 | Continental Cup | HS117   | Daniela Iraschko                 | Ulrike Gräßler           | Anette Sagen                |
| 12. Dezember 2009 | Continental Cup | HS117   | Lukas Müller                     | Stefan Thurnbichler      | Richard Freitag             |
| 13. Dezember 2009 | Continental Cup | HS117   | Daniela Iraschko                 | Anette Sagen             | Ulrike Gräßler              |
| 10. Dezember 2010 | Continental Cup | HS117   | Kim René Elverum Sorsell         | Anssi Koivuranta         | Stephan Hocke               |
| 11. Dezember 2010 | Continental Cup | HS117   | Stephan Hocke                    | Richard Freitag          | Kim René Elverum Sorsell    |
| 11. Dezember 2010 | Continental Cup | HS117   | Daniela Iraschko                 | Sarah Hendrickson        | Lindsey Van                 |
| 12. Dezember 2010 | Continental Cup | HS117   | Daniela Iraschko                 | Coline Mattel            | Lindsey Van                 |
| 8. März 2013      | Continental Cup | HS117   | Maximilian Mechler               | Jan Ziobro               | Marinus Kraus               |
| 9. März 2013      | Continental Cup | HS117   | Johann André Forfang             | Manuel Poppinger         | Marinus Kraus               |
| 4. März 2016      | Continental Cup | HS117   | Rok Justin                       | Tom Hilde                | Halvor Egner Granerud       |
| 5. März 2016      | Continental Cup | HS117   | David Siegel                     | Tom Hilde                | Halvor Egner Granerud       |
| 9. Dezember 2016  | Continental Cup | HS117   | Cene Prevc                       | Tom Hilde                | Jan Ziobro                  |
| 10. Dezember 2016 | Continental Cup | HS117   | Cene Prevc                       | Rok Justin               | Daniel Huber                |
| 11. Dezember 2016 | Continental Cup | HS117   | Anže Semenič                     | Cene Prevc               | Tom Hilde                   |
| 7. Dezember 2019  | Continental Cup | HS117   | Taku Takeuchi                    | Keiichi Satō             | Clemens Aigner              |
| 8. Dezember 2019  | Continental Cup | HS117   | Anders Håre                      | Sondre Ringen            | Yūken Iwasa                 |